# Sindoscopus australis
La especie Sindoscopus australis
 es la única del género Sindoscopus, pez marino de la familia de los dactiloscópidos.

## Hábitat natural
Se distribuye por las costas del océano Pacífico sur-oriental, encontrándose endémico de Chile.
Es una especie que ha sido poco estudiada, pero que parece común en su área de distribución, por lo que ha sido catalogada en cuanto a su conservación como de "preocupación menor".
El Sindoscopus australis es un habitante de la arena que se encuentra demersal en aguas poco profundas, de clima subtropical.